# Affacturage inversé
L’affacturage inversé, (aussi connu sous les noms de supply chain finance ou reverse factoring), est une solution de financement pour les entreprises fournissant des biens ou services. Cependant, au lieu d'être à l'initiative du fournisseur qui souhaite financer ses créances clients (comme dans l'affacturage classique), ce type de financement est au contraire mis en place à l'initiative du client, qui permet ainsi à ses fournisseurs de financer aisément leurs créances sur lui avec l'aide d'une société d'affacturage (factor).
En 2011, le marché de l'affacturage inversé est encore très faible, ne représentant guère que 3 % du marché total de l'affacturage. Il a été employé par l'entreprise Puma dans le cadre de fidéliser ses fournisseurs à travers le monde entier, surtout dans les pays où la RSE n'est pas très bien développée dans la corporate business .

## Principe
La technique de l'affacturage inversé, encore très rare, est analogue à l'affacturage classique dans la mesure où elle fait intervenir trois acteurs : le client (qui est tenu de dettes à l'égard de son fournisseur), le fournisseur (qui détient des créances sur son client), et la société d'affacturage (souvent des entités filiales de groupes bancaires importants). Comme pour l'affacturage classique, il s'agit de financer les créances clients du fournisseur par un tiers financier (une société d'affacturage), ce qui permet au fournisseur d'encaisser immédiatement l'argent pour ce qu'il a vendu à son client (moins un coût que le financier prélève).

## Historique
Le concept en soi du reverse factoring n'est pas récent. Ce sont les constructeurs automobiles qui ont développé ce process, et Fiat en particulier qui dès les années 1980 utilisait ce genre de financement pour pouvoir réaliser une meilleure marge avec ses fournisseurs. Le principe s'est ensuite étendu au secteur de la grande distribution pour l'intérêt qu'il représente dans un secteur où les délais de paiement sont au cœur des négociations.